# Hagi
Pour les articles homonymes, voir Hagi (homonymie).
Hagi (萩市, Hagi-shi) est une ville de la préfecture de Yamaguchi, au Japon.

## Géographie

### Localisation
Hagi est située dans le nord de la préfecture de Yamaguchi, au bord de la mer du Japon.

### Municipalités limitrophes
| Abu          | mer du Japon | Masuda, Tsuwano |
| mer du Japon | Hagi         | Yamaguchi       |
| Nagato       | Mine         | Yamaguchi       |

### Démographie

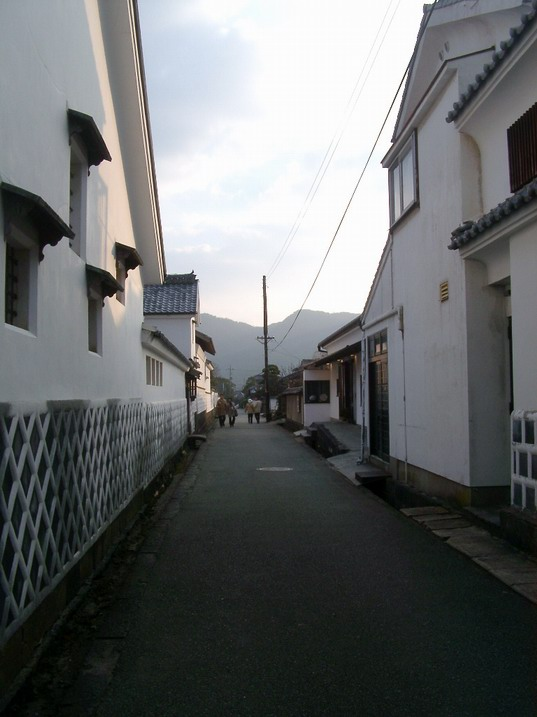
Une rue de Hagi.

Lors du recensement national de 2010, la population de Hagi s'élevait à 54 000 habitants, répartis sur une superficie de 698,87 km2 (densité de population d'environ 77 hab./km2). En septembre 2020, la population était de 45 694 habitants.
| Année | Population |
| ----- | ---------- |
| 1955  | 97 744     |
| 1960  | 93 245     |
| 1970  | 77 962     |
| 1980  | 74 846     |
| 1990  | 68 999     |
| 1995  | 65 293     |
| 2000  | 61 745     |
| 2005  | 57 989     |
| 2010  | 54 000     |

## Politique
Le maire de la ville, depuis 1993 (réélu en 1997, 2001 et 2005) est Kōji Nomura.

## Histoire
Hagi était la capitale du domaine de Chōshū pendant la période Edo (1603-1868). Terumoto Mōri, un général japonais, fut déplacé à Hagi après sa défaite à la bataille de Sekigahara. Il construisit le château de Hagi en 1604, et le clan Mōri le dirigea jusqu'à la restauration de Meiji. Presque tout le château fut détruit en 1874, ne laissant que des ruines. L'emplacement du château est à présent un « site national historique ».
Le 6 mars 2005, la ville a englobé les villages voisins d'Asahi, de Fukue, de Kawakami, de Mutsumi, de Susa et de Tamagawa.

## Culture locale et patrimoine

### Hagi-yaki
Le Hagi-yaki, une forme de poterie datant de 1604, naît lorsque deux potiers coréens furent amenés à Hagi par Terumoto Mōri.

## Transports
La ville est desservie par la ligne principale Sanin de la JR West.

## Jumelages
Depuis 1968, Hagi est jumelée avec la ville d'Ulsan, un port de pêche et un centre commercial dans le sud-ouest de la Corée du Sud, sur la mer du Japon, à environ 70 km, au nord de Pusan.

## Personnalités liées à la municipalité
- Masaru Inoue
- Hirobumi Itō, le premier Premier ministre moderne du Japon est né à Hagi et étudia à Shōka Sonjuku de Yoshida Shoin, une école en ville. Son lieu de naissance est préservé près d'un temple.
- Tarō Katsura, Premier ministre du Japon à la fin du XIXe et au début du XXe siècle.
- Takayoshi Kido
- Masujirō Ōmura
- Hokkai Takashima
- Shinsaku Takasugi
- Giichi Tanaka, ancien Premier ministre du Japon
- Aritomo Yamagata, ancien Premier ministre du Japon